# ناجي عيسى الخلف
ناجي عيسى الخلف هو سياسي عراقي ولد في النجف سنة 1920 وتوفي سنة 1996.
تخرج من كلية الحقوق سنة 1943.
كان في بداية الخمسينات قائممقام قضاء الرفاعي في لواء المنتفق.
كان ناجي عيسى الخلف معاونا لمتصرف (محافظ) في لواء المنتفق، ثم عين متصرفا للناصرية خلفا المتصرف عبد المطلب أمين للفترة 10 آب 1959 إلى 15 أيلول 1962 محافظا لمحافظة كركوك للفترة 26 أيلول 1962 إلى 8 أيلول 1963.
عمل متصرفا للواء الحلة سنة 1966.
عين وزير دولة في حكومة عبد الرزاق النايف سنة 1968.

## عائلته
- الدكتور علي ناجي عيسى الخلف ولد سنة 1954، تخرج من كلية الطب سنة 1978، ويعيش حاليا في كندا
- نادية ناجي عيسى الخلف، تعمل في مجال الإدارة وتقيم حاليا في الشارقة في الإمارات العربية المتحدة[6]
- نوفل ناجي عيسى الخلف